# Albin Jansson
Albin Teodor Jansson, född den 9 oktober 1897 i Hedvig Eleonora församling, Stockholm, död den 22 mars 1985 i Örgryte församling, Göteborg, var en svensk ishockeymålvakt som deltog vid de Olympiska spelen 1920 i det första herrlandslaget i ishockey.
Albin Jansson spelade för Järva IS, Brussels Tigers i den Belgiska ligan, IK Göta och för Lidingö IF mellan åren 1920 till 1932. Blev Europamästare i ishockey 1923 då Sverige vann i ett möte mot Tjeckoslovakien. Totalt spelade han 10 landskamper i ishockey.
Han var den förste ishockeymålvakt som blev Stor grabb i ishockey, nummer 16. 
Han flyttade efter sin avslutade karriär till Göteborg och blev den förste anställde konsulenten på Göteborgs ishockeyförbunds kansli. Efter hans död inrättades ett minnesstipendium som delas ut varje år till en ung lovande ishockeymålvakt som spelar i en klubb inom Göteborgs ishockeyförbund.
Albin Jansson är begravd på Norra begravningsplatsen utanför Stockholm.